# História da antropologia
A história da antropologia neste artigo refere-se principalmente aos precursores da antropologia moderna nos séculos XVIII e XIX. O próprio termo antropologia, inovado como palavra científica neolatina durante o Renascimento, sempre significou "o estudo (ou ciência) do homem". Os tópicos a serem incluídos e a terminologia variaram historicamente. Atualmente eles são mais elaborados do que eram durante o desenvolvimento da antropologia. Para uma apresentação da antropologia cultural e social moderna, conforme se desenvolveu na Grã-Bretanha, França e América do Norte desde aproximadamente 1900, consulte as seções relevantes em Antropologia.

## Etimologia
O termo antropologia ostensivamente é um composto produzido do grego ἄνθρωπος (anthrōpos), "ser humano" (entendido como "humanidade"), e um suposto -λογία (-logia), "estudo". O composto, no entanto, é desconhecido no grego ou latim antigo, seja clássico ou medieval. Aparece pela primeira vez esporadicamente na erudita antropologia latina da França renascentista, onde gera a palavra francesa anthropologie, transferida para o português como antropologia. Pertence a uma classe de palavras produzidas com o sufixo -logia, como arqueologia, biologia, etc., "o estudo (ou ciência) de".
O caráter misto do grego anthropos e do latim -logia marca-o como neolatino. Não há substantivo independente, logia, entretanto, com esse significado no grego clássico. A palavra λόγος (logos) tem esse significado. James Hunt tentou resgatar a etimologia em seu primeiro discurso para a Sociedade Antropológica de Londres como presidente e fundador em 1863. Ele encontrou um antropólogo de Aristóteles no léxico grego antigo padrão, que ele diz definir a palavra como "falante ou tratamento do homem". Essa visão é totalmente ilusória, pois Liddell e Scott explicam o significado: "ou seja, gosta de conversas pessoais". Se Aristóteles, o próprio filósofo do logos, poderia produzir tal palavra sem intenção séria, provavelmente não havia naquela época nenhuma antropologia identificável sob esse nome.
A falta de qualquer denotação antiga de antropologia, entretanto, não é um problema etimológico. Liddell e Scott listam 170 compostos gregos terminados em –logia, o suficiente para justificar seu uso posterior como um sufixo produtivo. Os antigos gregos frequentemente usavam sufixos para formar compostos que não tinham variantes independentes. Os dicionários etimológicos estão unidos em atribuir –logia a logos, de legein, "coletar". A coisa coletada são principalmente ideias, especialmente na fala. O American Heritage Dictionary diz: "(É um dos) derivados construídos independentemente para logotipos." Seu tipo morfológico é o de um substantivo abstrato: log-os > log-ia (um "abstrato qualitativo")
A origem renascentista do nome antropologia não exclui a possibilidade de que autores antigos apresentassem material antropológico sob outro nome (ver abaixo). Tal identificação é especulativa, dependendo da visão do teórico da antropologia; no entanto, especulações têm sido formuladas por antropólogos credíveis, especialmente aqueles que se consideram funcionalistas e outros na história assim classificados agora.

## O conceito de cultura: a história de um embate
Se o termo cultura parece dar legitimidade à Antropologia, na visão dos leigos – mas também por muito tempo na visão dos antropólogos -, ele, cada vez mais, transborda o campo da academia para se tornar uma palavra encantada, usada pelos mais diferentes sujeitos nas mais diferentes situações. Nativos falam de cultura para reivindicar direitos, empresários, para selecionar funcionários, políticos, para atrair votos, ambientalistas, para solucionar mudanças climáticas. Temos a cultura do futebol, a cultura da telenovela, a cultura do xerox. Ao mesmo tempo que há esse gigantismo do uso do termo, na antropologia ele vem sendo alvo de críticas que vão desde a restrição até a explosão do mesmo.
Não se trata de negar a capacidade de simbolizar dos seres humanos, mas de refletir sobre os usos do conceito e as implicações de vê-lo como elemento chave para a compreensão antropológica da diversidade e do outro, estando ele em uma sociedade longínqua ou sendo nosso vizinho. Lila Abu-Lughod (1991) se propõe a compreender porque a divisão Eu/Outro se tornou o paradigma central da Antropologia, discutindo os efeitos políticos dessa distinção na tentativa de reconsiderar o valor do conceito de cultura a ela subjacente.
Para mostrar como o conceito de cultura, assim como o anterior a ela, o de raça, pode tanto criar hierarquias quanto congelar diferenças, Lila Abu-Lughod faz uso de pesquisas realizadas por feministas e mestiços, pois, segundo ela, tais grupos carregam dilemas especiais que revelam os problemas da chamada Antropologia Cultural. Ao estudarem o outro que está na mesma sociedade, feministas e mestiços colocam em jogo a questão da objetividade e mostram a dificuldade de se assumir uma identidade a partir da percepção e vivência da pluralidade dos sujeitos envolvidos na relação Eu/Outro, a qual não é ingênua nem natural mas resultado de uma construção política que acarreta a violência de reprimir ou ignorar outras formas de diferença. Sendo os outros do Eu dominante, esses grupos vão chamar a atenção para o posicionamento do antropólogo e as representações que o mesmo faz daqueles que estão sendo estudados.
A fim de levar em conta as experiências individuais e a historicidade das mesmas, Lila Abu-Lughod propõe o que ela chama de um humanismo tático, ou seja, a partir de uma etnografia do particular, apreender como se dá a negociação das normas em situações práticas do cotidiano, nas relações entre indivíduos específicos, estando atento às contradições, aos conflitos de interesses, às dúvidas, mudanças de motivações e circunstâncias que caracterizam a vida social. Isso possibilitaria subverter as mais problemáticas conotações em torno do conceito de cultura, tais como a homogeneidade, a coerência e a permanência. 
As críticas feitas ao conceito de cultura enquanto totalidade homogênea, coerente e permanente também valem para o conceito de sociedade. Em Key Debates in Anthropology (1996), os autores questionam os usos que se tem feito do conceito de sociedade quando acoplado a dicotomias, como, por exemplo, indivíduo e coletivo, estrutura e ação, natureza e cultura, cultura e história. Para Marilyn Strathern, trata-se de um conceito obsoleto que não pode ser universalizado. Segundo ela, é inaplicável ao contexto melanésio: ao se deparar com o campo, percebe que ele não dá conta de explicar a vida daquelas pessoas. Ao recusar o pólo tanto durkheimiano quanto weberiano, a autora propõe o termo socialidade como tentativa de unir tanto uma análise estrutural quanto processual, focando o olhar antropológico nas relações entre os sujeitos nas diferentes situações do dia-a-dia. Ao invés de se ter um conceito substancial e abstrato como a priori, o antropólogo deve deixar o campo dizer e mostrar o que deve ser dito e visto.
As críticas aos conceitos de cultura e sociedade se inserem em um debate mais amplo sobre o ofício do antropólogo, ou seja, como compreender e representar o outro. Como falar sobre esse outro sem cair nem em um etnocentrismo arrogante e distanciado nem em um relativismo ingênuo e despolitizado?  Clifford Geertz (1999) se propõe a pensar nesse dilema, ou seja, nos usos que fazemos da diversidade em um “mundo colagem” – um mundo globalizado, um mosaico de tradições, valores e culturas, em que o outro não está mais isolado em um país longínquo e exótico mas está do nosso lado, freqüentando os mesmos lugares e partilhando as mesmas experiências.
Para Geertz, há duas maneiras tradicionais de se lidar com esse outro: o universalismo, ou o relativismo radical, e o etnocentrismo, ou o olhar distanciado. Se o primeiro nos leva a uma incapacidade de julgamento e ao apagamento das diferenças, o segundo nos leva a um obscurecimento de nossa posição em relação ao mundo – e, no limite, a um obscurecimento de nós próprios, já que, segundo o autor, conhecer e lidar com o outro significa compreender a e lidar com nós mesmos.
Ricard Rorty (1997), porém, tem outra visão e maneira de lidar com a diversidade. Para ele, o diálogo entre os diferentes só é possível mantendo a distância a partir da sobreposição de alguns valores, que são locais mas que merecem ser universais, tal como o de justiça processual, desenvolvido pelas instituições democráticas, que permite abarcar os diferentes sujeitos vindos de diferentes culturas em um ideal de tratamento igualitário. Por mais diferentes que sejamos, somos livres e iguais, mas “cada um na sua”, ou seja, podemos e devemos manter a distância necessária para sermos quem quisermos ser, longe dos olhos e das intromissões dos outros. Nesse sentido, Rorty une relativismo e etnocentrismo na tentativa de lidar com a diversidade no mundo pós-moderno. Para ele, Geertz erra ao acreditar na possibilidade de compreender o outro como algo próprio da humanidade, uma vez que existe a possibilidade de não compreensão – e, por isso, a importância de se ter um valor universalizável para regular o convívio entre diferentes. Se Geertz explode a fronteira nós/outros, Rorty a mantém, levando em conta, inclusive, o desejo de uns e outros não quererem manter qualquer contato para além do casual ou estritamente necessário.
A generalização da cultura como se fosse a visão de todos os indivíduos de uma mesma sociedade é uma crítica que Adam Kuper faz para Geertz, o qual, mesmo tendo feito um esforço de recuperar a história, acaba incorporando-a dentro da reprodução de um certo ethos ou visão de mundo. Apesar de ter trazido uma nova ótica à antropologia – não mais o positivismo da análise estrutural -, vendo como uma situação está sendo vivida por aquelas pessoas naquele momento, Geertz, segundo Kuper, estaria olhando para a elite de cada sociedade – a cultura como uma grande ópera, um grande espetáculo feito para a apreciação da elite, em que as pessoas representam sempre os mesmos papéis, como em um roteiro já estabelecido. Cabe ao antropólogo sentar-se na platéia, admirar a encenação no palco e pôr o que vê no papel.
A necessidade de uma teoria que concilie estrutura e ação é consenso na antropologia contemporânea. Não se trata de apagar as diferenças, mas reconhecer mais delas e os modos complexos nos quais elas se entrecruzam. Assim como a cultura não fornece roteiro para tudo, uma sociedade desprovida de qualquer constrangimento normativo também é ilusória. Como abarcar essas duas dimensões passa por questionamentos não só teóricos e metodológicos – o que já seria muito -, mas também éticos.

## A influência da Antropologia em outras áreas do conhecimento
Ao estudar as interações humanas e as culturas ao longo do tempo e espaço, a Antropologia impacta diversas áreas do conhecimento, como a Sociologia, a Psicologia, a História, a Medicina e até mesmo as Ciências Naturais. 
1. Sociologia: A Antropologia contribuiu para a formação da Sociologia, especialmente no que diz respeito à compreensão das estruturas sociais e das interações humanas. Autores como Émile Durkheim e Max Weber incorporaram conceitos antropológicos para analisar a sociedade moderna e suas dinâmicas. A obra "As Regras do Método Sociológico" de Durkheim[15], por exemplo, reflete essa intersecção.
2. Psicologia: O entendimento das influências culturais sobre o comportamento humano é uma das áreas em que a Antropologia tem se destacado. A Psicologia Cultural, que se concentra na relação entre cultura e comportamento, deve muito aos estudos antropológicos. Vários psicólogos, como Lev Vygotsky, exploraram como as práticas culturais moldam o desenvolvimento psicológico.[16]
3. História: A Antropologia também se entrelaça com a História, especialmente na abordagem de como as sociedades evoluíram ao longo do tempo. A análise antropológica de artefatos e práticas culturais fornece contextos ricos que ajudam os historiadores a entender melhor as sociedades passadas. [17]
4. Medicina: Na área da saúde, a Antropologia Médica examina como fatores culturais e sociais influenciam a percepção de saúde e doença. A pesquisa em antropologia médica, como a obra de Arthur Kleinman, demonstra como a compreensão cultural é crucial para o tratamento e prevenção de doenças em diferentes comunidades.[18]
5. Ciências Naturais: A Antropologia também influencia as Ciências Naturais, especialmente em áreas como a antropologia biológica e a ecologia. Estudos sobre as interações humanas com o meio ambiente, como os trabalhos de Julian Steward, mostraram como as práticas culturais afetam a sustentabilidade e a conservação.[19]

Ou seja, ao explorar a complexidade das culturas humanas, a Antropologia oferece ferramentas teóricas e metodológicas que enriquecem e ampliam a compreensão em várias disciplinas. Sua influência ao longo da história é um testemunho da importância de uma abordagem holística para o estudo da humanidade.